# Рысинский, Соломон
Соломо́н Рыси́нский (бел. Саламо́н Рысі́нскі, лат. Solomonis Risinius (Pantherus); около 1560 м. Кобыльник — 13 ноября 1625 Делятичи, Новогрудский район) — фольклорист, поэт-латинист, деятель кальвинизма. Первый, кто назвал себя «белоруссом» (лат. Leuсorussus), а свою Полотчину — «Белоруссиею» (лат. Leucorossia).

## Биография
Родился в местечке Кобыльник (вероятно, совр. агрогородок Нарочь, Мядельский район). В 1582 году учился в Лейпциге, затем преподавал в Жемайтии и Малой Польше. В 1586 году поступил в Альтдорфский университет возле Нюрнберга, записавшись Solomo Pantherus Leucorussus (Leucorussus с древнегреческого — белорус). В письме своему другу Конраду Риттерсхаузену назвал свою страну — Leucorossia (с древнегреческого — Беларусь). С 1596 года служил у князей Радзивиллов. Участвовал в организации протестантской школы в Слуцке. После 1600 года находился на службе у Христофора Радзивилла Перуна, воспитал его сына Януша. При дворе князя выступал также в качестве придворного поэта и переводчика.

## Творчество

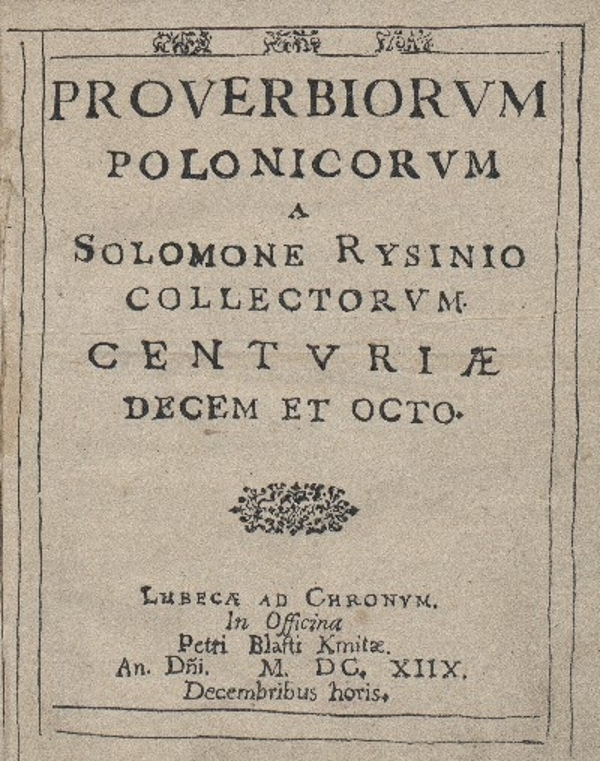
Подготовленное Рысинским собрание польских пословиц с латинским переводом

Виленская протестантская община поручила перевести на польский язык псалмы царя Давида. Принимал участие в подготовке изданий Любчанской типографии П.Б. Кмиты. В 1614 году в Любче Соломон Рысинский издал книгу под названием «Краткое изложение дел, совершенных светлейшим князем Христофором Радзивиллом», в которую было включено и его стихотворное описание Ливонской войны.  В 1618 году издал первое в мире собрание польских народных пословиц и поговорок «Тысяча восемьсот польских пословиц», которые собирал более 30 лет. Книга была переиздана в Любче в 1621 году, а позднее в Кракове и Люблине. Совместно с Ритергузиусом подготовил комментарии к творчеству римского поэта Авзония (остались в рукописи). Перевел на латынь с белорусского стихи Андрея Римши.